# Eschlikon, Zürich
Eschlikon är en ort i kommunen Dinhard i kantonen Zürich, Schweiz.